# Halicyclops lutum
Halicyclops lutum – gatunek widłonoga z rodziny Halicyclopidae. Nazwa naukowa tych skorupiaków została opublikowana w 2008 roku przez biologa Tomislava Karanovica. 